# Скандиано
Скандиа̀но (на италиански: Scandiano, на местен диалект Scandiân, Скандиан) е град и община в северна Италия, провинция Реджо Емилия, регион Емилия-Романя. Разположен е на 95 m надморска височина. Населението на общината е 25 289 души (към 2012 г.).